# 碳中性燃料
碳中性燃料（Carbon-neutral fuel）或稱為碳中和燃料，是不产生净温室气体排放或碳足迹的燃料。实际上，这通常意味着使用二氧化碳（CO2）作为原材料制造的燃料。目前拟议的碳中性燃料大致可分为合成燃料（Synthetic fuel）和生物燃料（Biofuel），碳中性燃料中的合成燃料是通过化学方式將二氧化碳加氫制成的，生物燃料是通过光合作用等自然消耗二氧化碳的过程产生的。
合成燃料所需要的二氧化碳可以是直接空氣捕獲、從烟道气或尾气中回收、或是從海水中的碳酸來產生。常見的合成燃料包括有氨和甲烷，不過目前也已人工合成更複雜的碳氫化物，像是汽油及航空煤油。這些燃料除了可以碳中和外，也可以減輕進口石化燃料的成本以及依賴性問題，也不需要在汽車上進行電動化，或是再轉換為氫氣或是其他燃料，可以製造有相容性，成本可以負荷的車輛。為了達到真正的碳中性，過程所需要的能源也要是碳中性或是零碳排放的，像是 可再生能源或是核能。
假如碳中性燃料燃燒後的尾气再進行碳捕集，會得到負二氧化碳排放，是溫室氣體修復（greenhouse gas remediation）的方法之一。目前普遍認為負排放是限制全球暖化措施中，不可缺少的一部份，不過以目前的負排放技術，在成本上還不適合企業來進行。負碳排放燃料可能會在碳信用中扮演重要角色。

## 外部連結
- Doty Windfuels （页面存档备份，存于） (Columbia, South Carolina)
- Cost Model for US Navy Zero Carbon Nuclear Synfuel Process 的存檔，存档日期2013-05-13. spreadsheet by John Morgan (January 2013; source （页面存档备份，存于）)
- Interview with Kathy Lewis of the US Naval Research Laboratory （页面存档备份，存于）

Template:新兴技术